# Николомокринская башня
Николомокринская (Глухая) башня — одна из несохранившихся башен Китайгородской стены. Названа по располагавшемуся неподалёку храму Николы Мокрого. 
Была построена в 1535—1538 годах, как и вся Китайгородская стена. Представляла собой краснокирпичную полукруглую башню. В ходе реставрации 1920-х годов башне вернули первоначальный облик — она стала выше, потеряла контрфорс и обрела утраченные фрагменты. Также был заделан проход в башне. Снесена в 1951 году во время строительства административного здания в Зарядье.